# Deutsche Gesellschaft für Photogrammetrie, Fernerkundung und Geoinformation
Die Deutsche Gesellschaft für Photogrammetrie, Fernerkundung und Geoinformation e. V. (DGPF) ist ein Fachverband von Vermessungsingenieuren, Geodäten, Photogrammetern, Geoinformatikern und Fernerkundlern mit Sitz in München.

## Geschichte
Im Jahr 1909 wurde in Jena die Gründung einer Gesellschaft für Photogrammetrie beschlossen, die 1911 ihre Arbeit aufnahm.
Nach dem Zweiten Weltkrieg wurde in Westdeutschland der Verein unter dem Namen Deutsche Gesellschaft für Photogrammetrie am 15. September 1949 in München neugegründet und will laut Satzung „die Photogrammetrie, die Fernerkundung sowie das Geoinformationswesen pflegen, deren Vervollkommnung, Verbreitung und Geltung fördern, zur Anwendung in den verschiedenen Zweigen der Wissenschaft, Kunst und Technik beitragen und Erfahrungen austauschen“.
Am 1. November 1983 wurde sie in den heutigen Namen umbenannt.
In der DDR gründete sich am 31. Mai 1960 in Dresden eine Gesellschaft für Photogrammetrie in der DDR (GfPhDDR). In der Generalversammlung des ISP IX. Kongress in London wurde die Gesellschaft der DDR aufgenommen. Sie hatte bis zu 266 Mitglieder. Durch den Zusammenschluss des Verbandes für Vermessungs- und Kartenwesen (VfVK) ging die GfPhDDR in der Wissenschaftlich-Technische Gesellschaft für Geodäsie, Photogrammetrie und Kartographie (WTG GPK) unter dem Dach der Kammer der Technik auf. Ihr erster Vorsitzender wurde Fritz Deumlich. Mit dem 31. Dezember 1990 wurde die Tätigkeit eingestellt und den Mitgliedern der individuelle Beitritt zur DGPF empfohlen.
Am 25. September 2002 wurde ihr schließlich durch die Aufnahme des Begriffs Geoinformation der heutige Name gegeben.

## Photogrammetrie – Fernerkundung – Geoinformation
Die Zeitschrift Photogrammetrie – Fernerkundung – Geoinformation ist das Organ der DGPF. Einmal jährlich wird für besonders wertvolle Beiträge in der Zeitschrift der Hansa Luftbild-Preis von der Hansa Luftbild AG vergeben.

## Jahrestagung
Einmal jährlich führt der DGPF eine wissenschaftlich-technische Jahrestagung durch, auf der Wissenschaftler neue Forschungsergebnisse vorstellen und die Mitgliederversammlung durchgeführt wird.

## Stiftung PFGeo
Am 22. Dezember 2011 gründete die DGPF die Stiftung Photogrammetrie, Fernerkundung und Geoinformation (Stiftung PFGeo) mit Sitz in Münster. Die Stiftung soll u. a. den Anteil der DGPF am Karl-Kraus-Nachwuchsförderungspreis finanzieren.